# Rastislav Drljić
Rastislav Drljić (Podhum, 8. prosinca 1900. – Sarajevo, 14. veljače 1976.) bio je hrvatski katolički svećenik iz reda franjevaca i pisac.

## Životopis
Pohađao je gimnaziju u Visokom od 1913. do 1922., teologiju u Ljubljani od 1922. do 1926. te slavistiku u Ljubljani i Beogradu od 1925. do 1929. godine. U Franjevački red je ušao u Kraljevoj Sutjesci 1919., a za svećenika je zaređen 1925. godine. Položio je profesorski ispit 1934. godine te je zatim 1940. doktorirao pri Filozofskom fakultetu u Beogradu disertacijom o Martinu Nediću.
U Franjevačkoj klasičnoj gimnaziji u Visokom je od 1929. do 1973. prevao hrvatski jezik i književnosti te jdno vrijeme ruski jezik i povijest. Na istoj je gimnaziji kasnije bio ravnatelj od 1947. do 1967. godine. Godine 1950. sudjelovao u osnivanju Udruženja katoličkih svećenika »Dobri Pastir« čiji je rad podržavala Komunistička partija Jugoslavije. U razdoblju od 1966. do 1975. bio je predsjednik istoga Udruženja.
Posljednje godine života proveo je u Kiseljaku. Umro je u Sarajevu 14. veljače 1976. godine.

## Djela
- „Prvi Ilir Bosne fra Martin Nedić. 1810–1895” (Sarajevo, 1940.)
- „Spomenici kulturnog rada bosanskih franjevaca” (Sarajevo, 1941.)

## Počasti
- Orden bratstva i jedinstva I. reda (1959.)[2]

### Članci
- Lučić, Ivica. 2008. Komunistički progoni Katoličke crkve u Bosni i Hercegovini 1945.-1990. National Security and the Future. Udruga svetog Jurja. Zagreb. 9 (3): 41–72
- Kovačić, Anton Slavko. 1993. Drljić, Rastislav. Hrvatski biografski leksikon. Zagreb.  journal zahtijeva |journal= (pomoć)